# Diphtherophora brevicolle
Diphtherophora brevicolle är en rundmaskart. Diphtherophora brevicolle ingår i släktet Diphtherophora och familjen Diphterophoridae. Inga underarter finns listade i Catalogue of Life.